# Allouville-Bellefosse
Allouville-Bellefosse ist eine französische Gemeinde mit 1.147 Einwohnern (Stand: 1. Januar 2022) im Département Seine-Maritime in der Region Normandie. Sie gehört zum Arrondissement Rouen und zum Kanton Yvetot. Sie ist Mitglied des Gemeindeverbandes Communauté de communes Yvetot Normandie. Die Einwohner werden Allouvillais und Allouvillaises genannt.
Die Gemeinde erhielt 2022 die Auszeichnung „Zwei Blumen“, die vom Conseil national des villes et villages fleuris (CNVVF) im Rahmen des jährlichen Wettbewerbs der blumengeschmückten Städte und Dörfer verliehen wird.

## Geografie
Allouville-Bellefosse liegt westlich des Zentrums des Départements, etwa 34 Kilometer nordwestlich von Rouen in der Landschaft Pays de Caux. Nachbargemeinden von Allouville-Bellefosse sind Écretteville-lès-Baons im Norden, Valliquerville im Nordosten, Bois-Himont im Süden und Osten, Saint-Aubin-de-Crétot im Südwesten, Trouville im Westen und Südwesten sowie Alvimare im Westen und Nordwesten.

## Bevölkerungsentwicklung
| 1962                       | 1968 | 1975 | 1982 | 1990 | 1999 | 2006 | 2013 | 2020 |
| -------------------------- | ---- | ---- | ---- | ---- | ---- | ---- | ---- | ---- |
| 705                        | 675  | 661  | 903  | 1007 | 986  | 991  | 1172 | 1155 |
| Quellen: Cassini und INSEE |      |      |      |      |      |      |      |      |

## Sehenswürdigkeiten
- Alte Stieleiche aus dem 9. Jahrhundert
- Pfarrkirche Saint-Quentin mit Langhaus und Chor aus dem 16. Jahrhundert, Glockenturm trägt das Datum 1769
- Kapelle Notre-Dame-de-la-Paix, 1696 im Stamm der alten Stieleiche gebaut
- Kirchruine in Bellefosse aus dem 16. Jahrhundert
- Naturhistorisches Museum
- Schloss von Bellefosse aus dem 18. Jahrhundert
- Schloss von Sainte-Marie aus dem 17. Jahrhundert
- Herrenhaus von Ismenil aus dem 17. Jahrhundert
- Herrenhaus von La Turgère mit einem Taubenschlag vermutlich aus dem 16. Jahrhundert, Wohngebäude, Kapelle und landwirtschaftliche Bereiche aus dem 18. Jahrhundert
- Taubenhaus in Quenouville aus dem 18. Jahrhundert als Überbleibsel eines zerstörten Herrenhauses aus dem 16. Jahrhundert

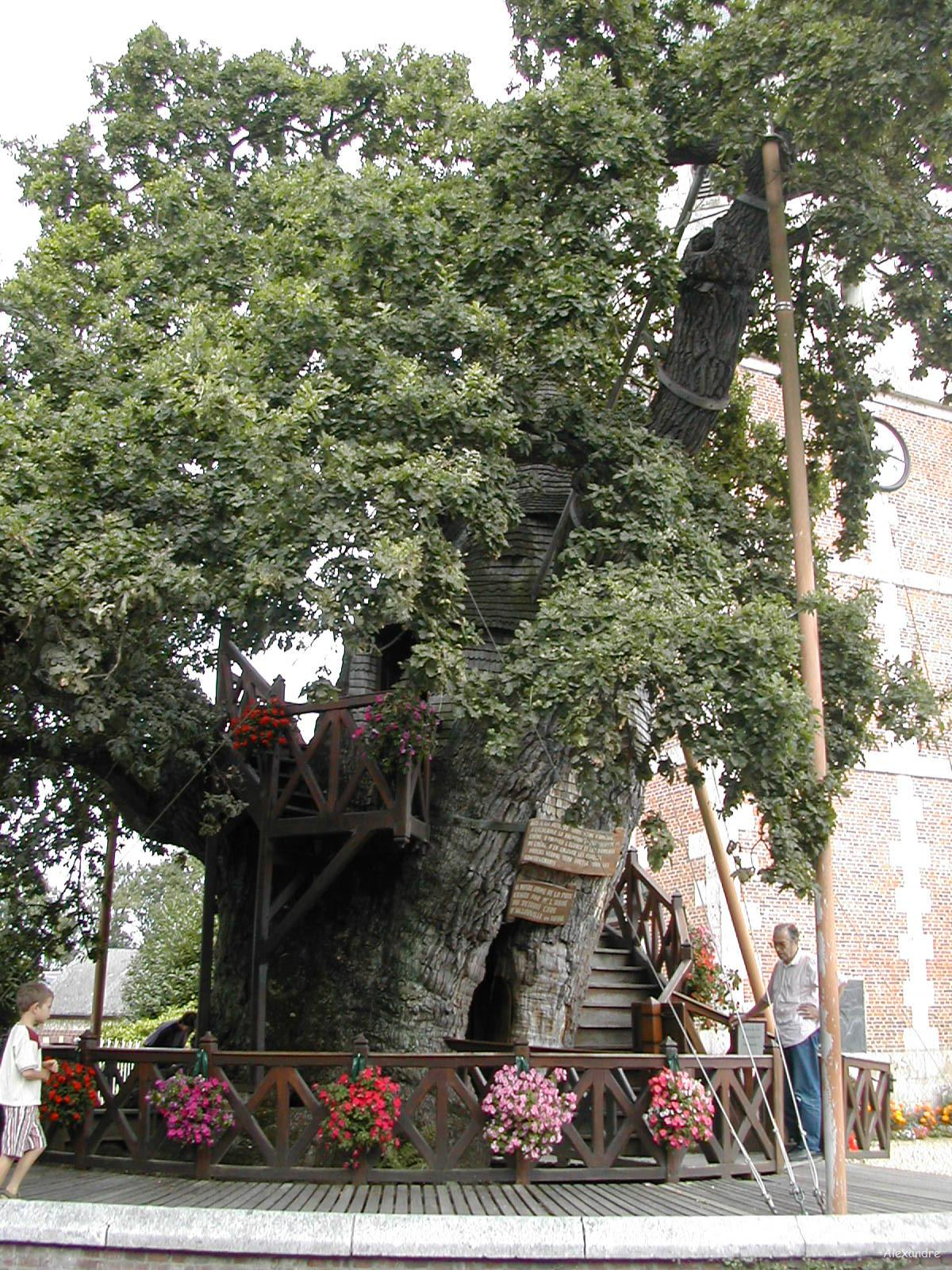
Eiche von Allouville
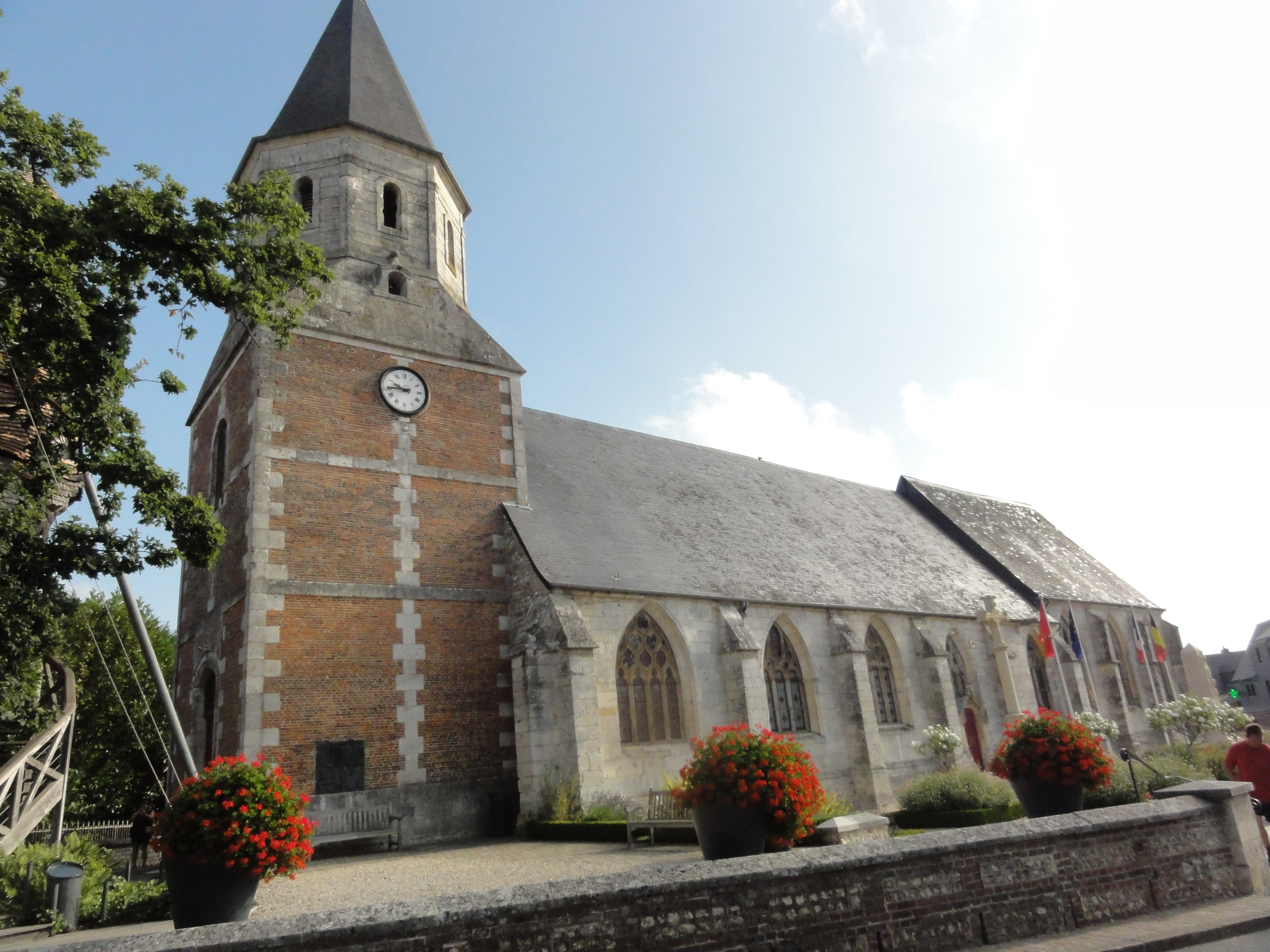
Pfarrkirche Saint-Quentin

## Persönlichkeiten
- Pierre Belain d’Esnambuc (1585–1636), französischer Pirat und Abenteurer, geboren in Allouville